# Estaciones. Revista Literaria de México
Elías Nandino, fundador de la revista,  y su amigo Alfredo Hurtado idearon la creación de una revista que diera espacio a los nuevos talentos artísticos mexicanos. De esa forma surge Estaciones. Revista Literaria de México en 1956. El único propósito de la publicación era reunir los escritos mexicanos y la posibilidad de publicar era la calidad de los textos. La revista se da como una reacción a la revista Contemporáneos y en ella se albergaron nuevas voces del teatro, la poesía, el ensayo, la crítica literaria y la narrativa nacional."Otro de los propósitos fue incorporar colaboraciones del extranjero y distintos estudios sobre la situación de la literatura, las artes y la filosofía en otros países (principalmente del habla hispana), con el fin de ser un medio informativo para sus lectores y un lazo de unión con los pueblos del continente hispánico".
Los miembros integrantes fueron Alí Chumacero, Alfredo Hurtado, José Luis Martínez Rodríguez, Elías Nandino y Carlos Pellicer Cámara. Su periodicidad fue trimestral y en ocasiones contenía ilustraciones.

## Desarrollo y contenido
Estaciones tuvo veinte números que fueron auspiciados por Elías Nandino y su consultorio médico ubicado en la calle Revillagigedo 108, despacho 202 funcionó como oficina de la revista. En realidad tenía pocos suscriptores, sin embargo se valía de imprentas, empresas de azúcar o sorteos que se anunciaban en ella. Por otra parte, Fernando Benítez fue un constante detractor del trabajo de Nandino y después se llevara a varios colaboradores de la revista a su complemento México en la Cultura. 
A partir del número 5 (primavera de 1957), a la dirección de la revista se integran Salvador Reyes Nevares, Enrique Moreno de Tagle y Andrés Henestrosa. Luego, desde el número 13 al 20, un comité de redacción sustituyó a la dirección donde Francisco Cervantes Vidal, Juan Vicente Melo, José Emilio Pacheco, Sergio Pitol, Elena Poniatowska y Gustavo Sainz aparecen. Durante este periodo Alí Chumacero fungió como jefe de esa división.
En cuanto a sus secciones fijas, a partir del segundo número, se incluye "Libros Recibidos" donde se trataban publicaciones nuevas o recientes; en el séptimo número cambia a "Bibliografía" pero en el octavo vuelve al original. Finalmente en el noveno, se llama "Notas Bibliográficas" y esta vez se incluyen revistas.
En el verano de 1957, Carlos Monsiváis se une a la coordinación del suplemento "Ramas Nuevas" donde se manejan textos de jóvenes que no habían podido publicar. En la revista, se publicaron textos de Amparo Dávila, Alfonso Reyes Ochoa, Rosario Castellanos, Beatriz Espejo, Hugo Argüelles, Sergio Pitol y Tomás Mojarro. También de algunos integrantes del grupo Los Contemporáneos como: José Gorostiza Alcalá, Xavier Villaurrutia, Jaime Torres Bodet y Carlos Pellicer Cámara.
Varios números de Estaciones tenían ilustraciones de obra de artistas como Raúl Anguiano, Salvador Dalí, Joan Miró, Georges Braque, Pablo Picasso. También fue la primera revista en ocuparse del pintor José Luis Cuevas. Del mismo modo, la publicación tuvo una presencia importante en el campo de la traducción.

## Finalización
En 1960, coincidiendo con la publicación número 20, Nandino cierra la primera época de la revista delegando la dirección a Gustavo Sáinz; sin embargo la publicación murió aún con el propósito de ser manejada por talentos jóvenes. Nandino, con sesenta años, continúa trabajando poesía y se involucró en nuevas revistas como Cuadernos de Bellas Artes, la cual dirigió de 1960 a 1964 con el propósito de seguir apoyando a nuevos talentos de la narrativa, la poesía, la pintura, el teatro, el ensayo y la crítica literaria.